# 达斯马里尼亚斯
达斯马里尼亚斯（英語：Dasmariñas City），菲律賓華人译作拉示馬仁迎斯（闽南语白話字：La-sī-má-lîn-ngiâ-si），是菲律宾甲拉巴松甲米地省的城市之一，位于首都马尼拉市以南30公里，名称来源于过去西班牙的菲律宾总督戈麦斯·佩雷斯·达斯马里尼亚斯（Gómez Pérez das Mariñas）的名字，2009年升级为城市，2010年人口为575817人，土地面积为90.13平方公里，共有75个镇，主要宗教为基督教。
1. ↑  . 菲律宾联合日报. 2023-07-09  [2025-04-21] （中文）.
2. ↑  . 菲律宾联合日报. 2025-02-13  [2025-04-21] （中文）.